# حاکم شیانگ چین
حاکم شیانگ از چین (به چینی: 秦襄公؛ مرگ ۷۶۶ پ. م)؛ فرمانروای ایالت چین در دودمان ژو از ۷۶۵ پ. م تا ۷۱۶ پ. م بود. ایالت چین در آینده همه کشور چین را یکپارچه ساخت و تبدیل به دودمان چین شد. نام اجدادی او یینگ (嬴) و حاکم شیانگ نام پسامرگ او بود. او اولین فرمانروای چین بود که توسط پادشاه ژو به او درجه اشراف اعطا شد. در زمان سلطنت او، چین به‌طور رسمی به عنوان یک ایالت تحت فرمان ژو شناخته شد.

## رسیدن به پادشاهی
حاکم شیانگ پسر حاکم ژوانگ چین بود. حاکم ژوانگ سه پسر داشت و شیفو (世父) بزرگ‌ترین و در نتیجه وارث قانونی بود. با این حال، شیفو از تاج و تخت امتناع کرد و ترجیح داد زندگی خود را وقف مبارزات علیه قبایل رونگ کند تا انتقام مرگ پدربزرگش چین ژونگ را که در سال ۸۲۲ پ. م در نبرد با رونگ کشته شد، بگیرد. پس از آن حاکم شیانگ به عنوان ولیعهد منصوب شد و زمانی که حاکم ژوانگ در سال ۷۷۸ پ. م درگذشت، جانشین پدرش شد.

## جنگ با قبایل رونگ
حاکم شیانگ در دوران آشوب حکومت کرد. دودمان ژو از زمان پدربزرگ حاکم شیانگ، چین ژونگ، در حال جنگ با قبایل رونگ غربی بود. چین، که غربی‌ترین ایالت ژو بود، بار عمده نبرد علیه رونگ را متحمل شد. پس از اینکه حاکم شیانگ بر تاج و تخت نشست، در سال ۷۷۷ پ. م، او خواهر کوچکترش مو یینگ را به عقد یک رهبر رونگ به نام کینگ فنگ (豐王) برای برقراری صلح درآورد. سال بعد او پایتخت چین را از چوانچیو (犬丘، همچنین شیچویی، در شهرستان لی، گانسو فعلی) به چیان (汧، در شهرستان لونگ، شانشی امروزی) در شرق منتقل کرد. اندکی بعد چوانچیو به دست رونگ افتاد. شیفو، برادر بزرگتر حاکم شیانگ که رهبری دفاع از چوانچیو را بر عهده داشت، توسط رونگ دستگیر شد، اما یک سال بعد آزاد شد.

## صاحب ملک شدن
در سال ۷۷۱ پ. م، پادشاه یو ژو، ولیعهد ییجیو را برکنار کرد و بوفو، پسر صیغه مورد علاقه‌اش، بائو سی، را ولیعهد جدید کرد. ییجیو پسر ملکه شن بود که دختر مرزبان شن بود. مرزبان شن پس از این خبر شورش کرد و با قبیله چوانرونگ برای حمله به پایتخت ژو، هائوجینگ، متحد شد و پادشاه یو را در کوه لی کشت. مرزبان شن و سایر حاکمان محلی سپس شاهزاده ییجیو را به عنوان پادشاه پینگ ژو بر تخت ژو نشاندند. از آنجایی که هائوجینگ اکنون ویران شده بود و هنوز در معرض تهدید چوانرونگ بود، تصمیم گرفته شد که پایتخت ژو به شرق به لویی منتقل شود و حاکم شیانگ ارتش چین را برای همراهی پادشاه پینگ به لویی فرستاد و او را در پایتخت جدید مستقر کرد. این رویداد آغاز دودمان ژو شرقی بود.

## مرگ و جانشینی
در سال ۶۷۷ پ. م، دوازدهمین سال سلطنت خود، حاکم شیانگ هنگام مبارزه علیه چوانرونگ در چیشان درگذشت. پس از او پسرش حاکم ون چین جانشین او شد. او در چوانچیوبه خاک سپرده شد و آرامگاه او در شهرستان لی، استان گانسو کشف شده‌است.